# Auf!Keinen!Fall!
Auf!Keinen!Fall! (Eigenschreibweise: AUF!KEINEN!FALL!, Abkürzung: AKF) war ein deutsches Independent-Label aus Berlin, das sich auf Hip-Hop spezialisiert hat.

## Geschichte
Auf!Keinen!Fall! wurde 2015 von Patrick Thiede, ehemals Mitglied des Hip-Hop-Trios Hammer & Zirkel, gegründet. Als Erster wurde Thiedes Freund Liquit Walker unter Vertrag genommen. Im April 2015 schloss das Label einen Vertriebsdeal mit dem 2014 von Ramin Bozorgzadeh (ex-Groove Attack) gegründeten Chapter One, einem Ableger von Universal Music, ab. Als nächste Künstler wurden die Mason Family, Tamas sowie die 187 Strassenbande bekanntgegeben.
Als erste Veröffentlichung des Labels erschien am 29. Mai 2015 das Album E.M.I.M. der Mason family, gefolgt von LX und Maxwells Album Obststand. Für das Label war es das erste Album, das die Top Ten der deutschen Musikcharts erreichte und der erste Charterfolg für das Label überhaupt. Im Juli folgte die EP Letzte Träne (Mowgli EP) von Liquit Walker. Erfolgreich war 2015 außerdem noch Gzuz’ Album Ebbe & Flut. Als nächste wurde die Rapcrew AK Ausserkontrolle unter Vertrag genommen, deren Debütalbum ebenfalls die Charts erreichte. Im Januar 2016 folgte Tamas’ Solodebüt, bevor am 27. Mai 2016 mit High & hungrig 2 das zweite Kollaboalbum von Gzuz und Bonez MC erschien. Das Album lieferte sich am Veröffentlichungstag ein Duell mit Farid Bangs Album Blut, das es auf Platz 2 verwies, und wurde damit zum ersten Nummer-eins-Hit des Labels. Ab dem 23. Juni 2016 stand auch der Berliner Rapper Capital Bra bei dem Label unter Vertrag, der am 3. Februar 2017 sein insgesamt zweites, aber sein erstes Album bei Auf!Keinen!Fall! veröffentlichte.
Am 9. September 2016 veröffentlichte AKF zusammen mit Indipendenza das Album Palmen aus Plastik, das in Deutschland und in der Schweiz Platz 1 der Charts erreichte.
Im Dezember 2016 erreichten Palmen aus Plastik sowie High & hungrig 2 den Goldstatus in Deutschland. Auch die Singles Ohne mein Team, Palmen aus Plastik und Mörder erreichten Gold. Im Februar 2017 wurde das Album Palmen aus Plastik auch in Österreich mit Gold ausgezeichnet. Später erreichten die Singles Palmen aus Plastik und Ohne mein Team Doppelplatin- bzw. Diamantstatus in Deutschland, im April 2017 erreichte auch das Album Platinstatus.
Mit Palmen aus Plastik gewannen Bonez MC und RAF Camora zusammen mit AKF die 1 Live Krone.
Im Juli 2017 beendete man die Zusammenarbeit mit AK Ausserkontrolle, die im Mai desselben Jahres noch ihr zweites Album A.S.S.N. über AKF veröffentlicht haben, die zu Bushidos Label ersguterjunge gewechselt sind.
Auch die 187 Strassenbande verließ 2017 das Label. Das am 29. September 2017 veröffentlichte Album Blyat von Capital Bra, war auch sein letztes Album über AKF.

## Künstler
- Liquit Walker (2015–2017)
- Mason Family (2015–2017)
- Tamas (2015–2017)
- 187 Strassenbande (2015–2017)
- AK Ausserkontrolle (2015–2017)
- 3Plusss (2015–2017)
- Capital Bra (2016–2017)

## Diskografie

### Alben
| Jahr | Titel                                     | Höchstplatzierung, Gesamtwochen, AuszeichnungChartplatzierungen (Jahr, Titel, Platzierungen, Wochen, Auszeichnungen, Anmerkungen) | Höchstplatzierung, Gesamtwochen, AuszeichnungChartplatzierungen (Jahr, Titel, Platzierungen, Wochen, Auszeichnungen, Anmerkungen) | Höchstplatzierung, Gesamtwochen, AuszeichnungChartplatzierungen (Jahr, Titel, Platzierungen, Wochen, Auszeichnungen, Anmerkungen) | Anmerkungen                                                      |
| Jahr | Titel                                     | DE | AT | CH | Anmerkungen                                                      |
| ---- | ----------------------------------------- | --- | --- | --- | ---------------------------------------------------------------- |
| 2015 | LX & Maxwell: Obststand                   | DE5 (4 Wo.)DE | AT36 (1 Wo.)AT | CH12 (1 Wo.)CH | Erstveröffentlichung: 12. Juni 2015 CD/Boxset/Download           |
| 2015 | Gzuz: Ebbe & Flut                         | DE2 Gold · (15 Wo.)DE | AT8 (2 Wo.)AT | CH4 (3 Wo.)CH | Erstveröffentlichung: 9. Oktober 2015 CD/Boxset/Vinyl/Download   |
| 2016 | AK Ausserkontrolle: Panzaknacka           | DE10 (3 Wo.)DE | AT40 (1 Wo.)AT | CH26 (2 Wo.)CH | Erstveröffentlichung: 15. April 2016 CD/Boxset/Download          |
| 2016 | Gzuz & Bonez MC: High & hungrig 2         | DE1 Platin · (36 Wo.)DE | AT2 (6 Wo.)AT | CH2 (8 Wo.)CH | Erstveröffentlichung: 27. Mai 2016 CD/Boxset/Vinyl/Download      |
| 2016 | Bonez MC & RAF Camora: Palmen aus Plastik | DE1 Platin · (102 Wo.)DE | AT2 Platin · (55 Wo.)AT | CH1 (17 Wo.)CH | Erstveröffentlichung: 9. September 2016 CD/Boxset/Vinyl/Download |
| 2016 | 3Plusss: Gottkomplex                      | DE22 (1 Wo.)DE | — | — | Erstveröffentlichung: 11. November 2016 CD/Boxset/Download       |
| 2017 | Capital Bra: Makarov Komplex              | DE2 (8 Wo.)DE | AT1 (3 Wo.)AT | CH5 (3 Wo.)CH | Erstveröffentlichung: 3. Februar 2017 CD/Boxset/Download         |
| 2017 | Maxwell: Kohldampf                        | DE2 (10 Wo.)DE | AT3 (2 Wo.)AT | CH10 (2 Wo.)CH | Erstveröffentlichung: 24. März 2017 CD/Boxset/Download           |
| 2017 | AK Ausserkontrolle: A.S.S.N.              | DE3 (7 Wo.)DE | AT14 (1 Wo.)AT | CH14 (2 Wo.)CH | Erstveröffentlichung: 5. Mai 2017 CD/Boxset/Download             |
| 2017 | Sampler 4                                 | DE1 Platin · (73 Wo.)DE | AT1 Gold · (31 Wo.)AT | CH1 (13 Wo.)CH | Erstveröffentlichung: 18. Juli 2017 CD/Download                  |
| 2017 | Capital Bra: Blyat                        | DE3 Gold · (51 Wo.)DE | AT3 (23 Wo.)AT | CH5 (4 Wo.)CH | Erstveröffentlichung: 29. September 2017 CD/Download/Box         |

Weitere Alben
- 2015: Mason Family: E.M.I.M.
- 2015: Liquit Walker: Letzte Träne (Mowgli EP)
- 2016: Tamas: Kopf.Stein.Pflaster
- 2016: Bonez MC & RAF Camora: Tannen aus Plastik

### Singles
| Jahr | Titel Album                | Höchstplatzierung, Gesamtwochen, AuszeichnungChartplatzierungen (Jahr, Titel, Album, Platzierungen, Wochen, Auszeichnungen, Anmerkungen) | Höchstplatzierung, Gesamtwochen, AuszeichnungChartplatzierungen (Jahr, Titel, Album, Platzierungen, Wochen, Auszeichnungen, Anmerkungen) | Höchstplatzierung, Gesamtwochen, AuszeichnungChartplatzierungen (Jahr, Titel, Album, Platzierungen, Wochen, Auszeichnungen, Anmerkungen) | Anmerkungen                                          |
| Jahr | Titel Album                | DE | AT | CH | Anmerkungen                                          |
| ---- | -------------------------- | --- | --- | --- | ---------------------------------------------------- |
| 2016 | Blättchen und Ganja –      | DE60 (1 Wo.)DE | — | — | Single: Gzuz & Bonez MC                              |
| 2016 | Optimal –                  | DE61 (2 Wo.)DE | — | — | Single: Gzuz & LX                                    |
| 2016 | Alles Okay –               | DE71 (1 Wo.)DE | — | — | Single: Gzuz & Bonez MC feat. Kontra K               |
| 2016 | Meine Couch –              | DE73 (1 Wo.)DE | — | — | Single: Gzuz & Bonez MC                              |
| 2016 | Intro (High & hungrig 2) – | DE75 (1 Wo.)DE | — | — | Single: Gzuz & Bonez MC                              |
| 2016 | Wolke 7 –                  | DE78 (1 Wo.)DE | — | — | Single: Gzuz & Bonez MC                              |
| 2016 | Hauptsache laut –          | DE81 (1 Wo.)DE | — | — | Single: Bonez MC & Hanybal                           |
| 2016 | Model –                    | DE85 (1 Wo.)DE | — | — | Single: Gzuz & Bonez MC feat. Maxwell                |
| 2016 | Rum Cola –                 | DE87 (1 Wo.)DE | — | — | Single: Gzuz & Bonez MC                              |
| 2016 | Das Gefühl –               | DE89 (1 Wo.)DE | — | — | Single: Gzuz & Bonez MC                              |
| 2016 | Palmen aus Plastik –       | DE10 Diamant · (53 Wo.)DE | AT51 (4 Wo.)AT | CH66 (3 Wo.)CH | Single: Bonez MC & RAF Camora                        |
| 2016 | Ruhe nach dem Sturm –      | DE42 Gold · (9 Wo.)DE | — | — | Single: Bonez MC & RAF Camora                        |
| 2016 | Mörder –                   | DE20 ×3Dreifachgold · (25 Wo.)DE | AT67 (1 Wo.)AT | — | Single: Bonez MC & RAF Camora feat. Gzuz             |
| 2016 | Ohne mein Team –           | DE7 ×4Vierfachplatin · (88 Wo.)DE | AT43 Gold · (60 Wo.)AT | CH58 (26 Wo.)CH | Single: Bonez MC & RAF Camora feat. Maxwell          |
| 2016 | Ciao Ciao –                | DE36 (4 Wo.)DE | — | — | Single: Bonez MC & RAF Camora                        |
| 2016 | Erblindet –                | DE37 (5 Wo.)DE | — | — | Single: Bonez MC & RAF Camora                        |
| 2016 | Skimaske –                 | DE45 (3 Wo.)DE | — | — | Single: Bonez MC & RAF Camora feat. Gzuz             |
| 2016 | Evil –                     | DE57 (3 Wo.)DE | — | — | Single: Bonez MC & RAF Camora feat. Tommy Lee Sparta |
| 2016 | Attackieren –              | DE59 (3 Wo.)DE | — | — | Single: Bonez MC & RAF Camora feat. Hanybal          |
| 2016 | Cabriolet –                | DE62 (2 Wo.)DE | — | — | Single: Bonez MC & RAF Camora                        |
| 2016 | Killa –                    | DE68 (1 Wo.)DE | — | — | Single: Bonez MC & RAF Camora feat. D-Flame          |
| 2016 | Vaporizer –                | DE73 (1 Wo.)DE | — | — | Single: Bonez MC & RAF Camora feat. Trettmann        |
| 2016 | Dankbarkeit –              | DE73 (1 Wo.)DE | — | — | Single: Bonez MC & RAF Camora                        |
| 2016 | Daneben –                  | DE86 (1 Wo.)DE | — | — | Single: Bonez MC & RAF Camora feat. Trettmann        |
| 2016 | Intro (Palmen aus Plastik) | DE98 (1 Wo.)DE | — | — | Single: Bonez MC & RAF Camora                        |
| 2017 | Es geht ums Geschäft –     | DE76 (2 Wo.)DE | — | — | Single: Capital Bra                                  |
| 2017 | Kuku187 –                  | DE84 (1 Wo.)DE | — | — | Single: Capital Bra & LX                             |
| 2017 | Kontrollieren –            | DE11 Platin · (32 Wo.)DE | AT32 Gold · (7 Wo.)AT | CH46 Gold · (4 Wo.)CH | Single: Bonez MC & RAF Camora feat. Maxwell & Gzuz   |
| 2017 | Jim Beam & Voddi –         | DE83 (2 Wo.)DE | — | — | Single: Ak Ausserkontrolle feat. Bonez MC            |
| 2017 | Na Na Na –                 | DE33 (9 Wo.)DE | AT49 (1 Wo.)AT | CH54 (2 Wo.)CH | Single: Capital Bra feat. Ufo361                     |
| 2017 | Olé Olé –                  | DE36 Gold · (22 Wo.)DE | AT70 (1 Wo.)AT | — | Single: Capital Bra feat. RAF Camora & Joshi Mizu    |
| 2017 | Zweistellige Haftstrafen – | DE43 (2 Wo.)DE | AT47 (1 Wo.)AT | CH58 (1 Wo.)CH | Single: Capital Bra feat. King Khalil                |
| 2017 | Nur noch Gucci –           | DE46 Gold · (19 Wo.)DE | AT72 (1 Wo.)AT | — | Single: Capital Bra                                  |
| 2017 | Paff Paff weiter 2 –       | DE59 (1 Wo.)DE | — | CH77 (1 Wo.)CH | Single: Capital Bra feat. Gzuz                       |